# ستپانیه
ستپانیه (صربی: Stepanje}} یک منطقهٔ مسکونی در صربستان است که در Lajkovac واقع شده‌است.